# Инфекция (группа)
Инфекция — советская/российская панк-группа, основанная в 1986 году Найком Борзовым.

## История коллектива
Группа была образована в 1986 году в подмосковном городе Видное. Первый состав включал музыкантов: Найк Борзов (гитары, вокал), Себастьян Грей (masturbo лидер гитара) и Андрей Репа (ударные). В таком виде группа существовала до 1990 года и записала шесть домашних альбомов, большинство из которых утеряны.
В 1990 году к «Инфекции» присоединились второй барабанщик Дмитрий Детский и бас-гитарист и бэк-вокалист Архип Ахмелеев. В новом составе в студии Видного при помощи Владислава Афанасова был записан первый студийный альбом группы под названием «Онанизм». Он вышел на независимом лейбле «Попа Бегемота Рекордс» и включал песни «Девка с большими сиськами», «В моей жопе самолёт», «Говно плывет», «Проблема», «Пиздуй». Группа дала несколько концертов, большинство из которых закончились драками с публикой. На этом группа прекратила существование.
Спустя два года, в 1992 году, по просьбе Бегемота (поэт и идеолог «Хуй забей»), Найк Борзов снова собрал группу для записи второго альбома «Отверстие для пупка». В состав вошли Борзов (гитара, вокал), Ахмелеев (бас, вокал) и Дмитрий Детский (ударные). В записи также принимали участие гитаристы Алексей Медведев и Мудак, бэк-вокалистка француженка Сильви и Карабас (продюсер, композитор и голос «Хуй забей»). Альбом был записан за три дня. После записи альбома группа дала несколько концертов. Через полгода группа снова прекратила существование.
В 1996 году Борзов по инициативе Бегемота и с помощью Карабаса за два дня записал альбом, в котором играл на всех инструментах. Карабас в некоторых песнях играл на гитаре и пел вместе с Борзовым партии хора мальчиков-марсианчиков. Альбом с иллюстрацией из «Камасутры» на обложке получил название «Возьми свою суку на руки». Песня «Девки» вошла в различные сборники, такие как «Всяка бяка». Также в альбом вошли две песни, которые Борзов впоследствии переписал и включил в свой сольный альбом 1997 года «Головоломка». Это были «Путь» и «Лошадка».
В 2007 году «Инфекция» был издан сборник «The Best Infection’s For Girls» и состоялась его презентация в клубе «Ikra» 14 декабря.
В 2007 году был записан альбом «Очко». Он представляет собой компиляцию полностью перезаписанных старых песен. В записи был занят обновленный состав группы: Борзов (гитара, вокал) и Ахмелеев (бас-гитара, вокал) из старого состава, а также Максим Шевченко (гитара, бэк-вокал), Леша Пушер (барабаны, перкуссия, бэк-вокал) и новая участница Barbie Punk Rock (символ группы, клавишные, бэк-вокал). 27 октября группа играла в качестве хедлайнера на фестивале «Урал Рок 2007» в екатеринбургском «Телеклубе». В декабре песня Инфекции «Моя страна» вошла в сборник «Типа панки и все такое… #8 и #9». В конце декабря группа закончила работу над DVD с фильмом-концертом «Best 4 girls», в основу которого легли фрагменты концерта в «Икре» в 2006 году, интервью с участниками группы, архивные записи 90-х годов и другие редкие кадры.
11 апреля 2008 года в клубе «Б2» прошла презентация первого клипа за всю историю группы — видео на песню «Изо рта». В мае было объявлено о трибьюте «Инфекции» — многие группы записали каверы на песни. Фирма «Никитин» в конце мая выпустила на CD альбом «Очко», презентация которого состоялась 18 июня в клубе «Гоголь». Летом «Инфекция» принимала участие в качестве хэдлайнера популярных фестивалей: «Нашествие», «Мега-Бит Фест», «Романтик Фест». В феврале 2009 вышел клип на песню «Черная дыра» из нового альбома группы. 6 мая в петербургской питерской «Орландине» и 7 июня в московской «Икре» группа представила новый альбом «Ужаснись и преклонись». В альбоме присутствуют новые песни, а также несколько перезаписанных треков раннего периода. В этом же году вышел трибьют-альбом «The Beautiful Monsters».
После этого группа заявила о своём распаде. Обозреватель газеты «Московский комсомолец», размышляя о причинах распада «Инфекции», отметил, что она «слишком качественно звучала для маленьких клубов и слишком сквернословила для больших».
20 июля 2016 года «Инфекция» представила новый альбом «Зомбитранс», записанный по случаю тридцатилетия, в обновленном составе (Найк Борзов — вокал, гитара; Архип Ахмелеев — бас, вокал; Максим Шевченко — гитара, вокал; Мария «Лори» Соколова — вокал, перкуссия; Ольга Долгополова — барабаны). Во время репетиций к концерту-презентации был записан видеоклип на песню «Экстази».

## Дискография

### Студийные альбомы
- 1986 — «Полцарства за слона» (магнитоальбом)
- 1987 — «Инфекция нового гниения» (магнитоальбом)
- 1990 — «Онанизм» (popa begemota records)
- 1992 — «Отверстие для пупка» (popa begemota records)
- 1996 — «Возьми свою суку на руки» (popa begemota records)
- 2007 — «Очко» (Никитин)
- 2009 — «Ужаснись и преклонись» (ybs-music)
- 2016 — «Зомбитранс» (Fuzzuka Records)

### Сборники и трибьюты
- 2006 — «The Best Infection’s For Girls» (Никитин)
- 2007 — «Best 4 Girls», фильм-концерт (interdvd)
- 2009 — «The Beautiful Monsters. Tribute Группы Инфекция» (ybs-music)